# Dovresti fare del cinema
Dovresti fare del cinema (You Ought to Be in Pictures) è un film del 1940 diretto da Friz Freleng. È un cortometraggio in tecnica mista della serie Looney Tunes, uscito negli Stati Uniti il 18 maggio 1940. Il film combina live action e animazione e ha come protagonisti Porky Pig e Daffy Duck che si muovono in ambienti reali; in esso appaiono Leon Schlesinger, lo sceneggiatore Michael Maltese, l'animatore Gerry Chiniquy e altri membri dello staff della Leon Schlesinger Productions. Il titolo originale deriva dalla popolare canzone del 1934 "You Oughta Be in Pictures" di Dana Suesse ed Edward Heyman, che viene riprodotta in versione strumentale all'inizio e alla fine del corto.

## Trama
Daffy vuole essere la star di punta della Leon Schlesinger Productions, così persuade Porky a dimettersi per perseguire una carriera nei lungometraggi a fianco di Bette Davis. Leon Schlesinger accetta con riluttanza di strappare il contratto di Porky, e gli augura buona fortuna pur essendo convinto che il maialino tornerà presto sui suoi passi.
Porky cerca quindi di entrare in uno studio cinematografico, ma non riesce a convincere la guardia a lasciarlo passare. Si traveste quindi da Oliver Hardy e ottiene l'accesso, ma subito dopo la guardia lo insegue, e Porky finisce prima nel set di un balletto (del quale interrompe le riprese) e poi in quello di un film western, dove rischia di essere travolto da un branco di cavalli. Decide così di farsi riassumere da Schlesinger, e arriva proprio mentre quest'ultimo sta assistendo ad un provino di Daffy.
Porky porta Daffy con lui in un'altra stanza e lo picchia, poi ritorna nell'ufficio di Schlesinger a pregarlo di ridargli il suo lavoro. Schlesinger, ridendo di gusto, dice che sapeva che sarebbe tornato e rivela che egli in realtà non aveva strappato il contratto di Porky. Il maialino lo ringrazia e torna nel foglio in cui stava all'inizio, ma Daffy tenta nuovamente di convincerlo a dimettersi e lavorare con Greta Garbo, venendo colpito da un pomodoro.

## Produzione
Il corto è il primo con Daffy Duck diretto da Freleng, il quale era appena tornato da Schlesinger dopo un lavoro come regista sulla serie The Captain and the Kids, e rappresenta quindi un parallelo tra realtà e finzione. Per mantenere il corto nel budget, furono usati relativamente pochi effetti speciali per unire animazione e live action. Dove possibile, vennero semplicemente fotografati i set e messe le foto come sfondi direttamente sul supporto di animazione. Oltre a Leon Schlesinger, nel corto appaiono anche dei dipendenti dello studio, tra cui: il produttore Henry Binder (nel ruolo di un macchinista), gli animatori Gerry Chiniquy (nel ruolo del regista) e Fred Jones (nel ruolo di sé stesso all'inizio del film) e lo sceneggiatore Michael Maltese (nel ruolo della guardia). Poiché la società non aveva accesso ad apparecchi per la registrazione del suono in location, tutte le riprese live-action furono girate senza sonoro e doppiate in seguito (che è il motivo per cui la maggior parte degli attori furono doppiati da Mel Blanc, tranne Leon Schlesinger). Nella scena in cui i dipendenti dello studio corrono rapidamente a pranzo sono visibili anche i registi Chuck Jones e Robert Clampett. Tale scena non fu realizzata per il corto, ma riciclata da un "blooper reel" girato con l'unica cinepresa per live action in dotazione allo studio, usata anche per girare il film. Altri filmati riciclati si vendono nelle scene dei set del balletto (da un dietro le quinte degli anni trenta) e del film western (dal film California Mail).

## Distribuzione

### Edizione italiana
Il corto fu doppiato in italiano per la distribuzione in DVD nel 2005 dalla Time Out Cin.ca sotto la direzione di Massimo Giuliani. Non essendo stata registrata una colonna internazionale, la musica presente durante i dialoghi fu sostituita mentre la base della canzone cantata da Daffy venne rieseguita.

### Edizioni home video

#### VHS
America del Nord
- Porky Pig's Screwball Comedies (1985)
- Carrotblanca (13 agosto 1996)
- Looney Tunes: The Collector's Edition - A Looney Life (1999)

Italia
- Porky Pig's Screwball Comedies (1986)

#### Laserdisc
- Ham on Wry: The Porky Pig Laser Collection (10 marzo 1993)

#### DVD e Blu-ray Disc
Il corto fu pubblicato in DVD in America del Nord nel quarto disco della raccolta Looney Tunes Golden Collection: Volume 2 (intitolato Looney Tunes All-Stars: On Stage and Screen) distribuita il 2 novembre 2004, dove è visibile anche con un commento audio di Jerry Beck; il DVD fu pubblicato in Italia il 16 marzo 2005 nella collana Looney Tunes Collection, col titolo All Stars: Volume 3. In America del Nord fu inserito anche nel secondo disco della raccolta DVD Looney Tunes Spotlight Collection Volume 2, uscita il 2 novembre 2004. Fu poi incluso (nuovamente con il commento audio) nel primo disco della raccolta Blu-ray Disc e DVD Looney Tunes Platinum Collection: Volume Two, uscita in America del Nord il 16 ottobre 2012. Infine fu incluso (nuovamente col commento audio) nel quarto disco della raccolta DVD Porky Pig 101, uscita in America del Nord il 19 settembre 2017.

## Accoglienza
Nel 1994 il film si classificò al 34º posto nel libro di Jerry Beck The 50 Greatest Cartoons. In tale occasione lo storico dell'animazione Karl Cohen lo definì "un'esperienza cinematografica meravigliosa e nuova" e "molto più ambizioso dei lavori precedenti che combinavano live action e animazione", aggiungendo che "ciò che lo rende eccezionale è l'abilità recitativa di Porky, la capacità di Friz Freleng di dirigere la sua star e la sceneggiatura di Jack Miller. Porky non è solo un altro funny animal, ma un vero attore in questo film, mostrando una vasta gamma di emozioni in modo convincente". Nel 2010 il film fu selezionato per l'inclusione nel libro di Beck The 100 Greatest Looney Tunes Cartoons; in tale occasione Beck scrisse: "Anticipando Chi ha incastrato Roger Rabbit di diversi decenni – in effetti, gli viene attribuito di aver ispirato il film del 1988 – Dovresti fare del cinema è uno dei cartoni animati di Porky Pig più memorabili dell'epoca in bianco e nero. È anche uno dei più divertenti". Nel 2016 il corto fu candidato retroattivamente al premio Hugo per la miglior rappresentazione drammatica, forma breve.